# Pierre Ndaye Mulamba
Pierre Ndaye Mulamba surnommé Mutumbula, né le 4 novembre 1948 à Luluabourg et mort le 26 janvier 2019 en Afrique du Sud, est un footballeur congolais (RDC).
Mulamba détient le record de buts marqués en une phase finale de Coupe d'Afrique des nations avec 9 buts en 6 matches lors de la CAN 1974 en Égypte. Cette année-là le Zaïre avait remporté sa seconde CAN en triomphant en finale contre la Zambie. Il a aussi gagné la coupe africaine de clubs champions avec la formation du Vita Club de Kinshasa en 1973.

## Biographie

### L'enfance de Pierre Mulamba
Né à Luluabourg le 4 novembre 1948, Pierre Mulamba est précoce. Découvrant très jeune le football, il est déjà à 15 ans une star dans sa région. En effet, il joue son premier match pour la Renaissance du Kasaï à cet âge-là, il a été intégré dans ce club par des frères belges, ayant flairé le talent de ce jeune léopard. Ses débuts sont une réussite, il inscrit deux buts face à l'ennemi juré : l'Union Saint-Gilloise. Contraint par son père de continuer ses études pour devenir instituteur, Pierre connaît cependant une progression fulgurante. Il est pré-sélectionné en 1967 pour rejoindre l'équipe nationale de la République Démocratique du Congo. Cependant, il ne sera pas sélectionné pour la Coupe d'Afrique des Nations 1968 par son entraîneur Ferenc Csanádi, qui privilégiait l'expérience des "Belgicains" (les joueurs congolais jouant en Belgique).

### Sa carrière
Pierre quitte en 1972 le club de la Renaissance de Kasaï et par la même occasion arrête d'occuper son poste d'enseignant à Luluabourg, préférant s'adonner au football. Il rejoint les rangs de l'AS Bantou, célèbre club de la ville de Mbuji-Mayi. Déjà adoré dans son ancien club, Pierre Ndaye Mulamba devient au fil du temps une star nationale. Il est surnommé Mutumbula, le léopard. En 1973, il signe au Vita Club de Kinshasa, scellant son nouveau statut, celui de star nationale et remportera la Coupe d'Afrique des Champions en novembre de la même année. Il est sélectionné à maintes reprises par le nouveau sélectionneur Blagoja Vidinić. En 1974 se tient en Égypte la Coupe d'Afrique des Nations.

### L'aventure de la Coupe d'Afrique des Nations 1974
La Coupe d'Afrique des Nations 1974 est pour Pierre Ndaye Mulamba l'occasion de se faire un nom en Afrique. Attaquant vedette des Léopards du Zaïre (le Congo est renommé Zaïre en 1971 par le président Mobutu Sese Seko), Pierre Mulamba va en effet confirmer son statut. Il marque 9 buts dont 4 en finale (il y a eu deux finales : une première où les Zambiens et Zaïrois se sont neutralisés sur le score de deux partout et une deuxième finale "barrage" remportée par les Zaïrois sur le score de 2-0). Mutumbula "Volvo" comme on le surnomme toujours reste donc dans l'histoire du football africain en gardant le plus grand total de buts inscrits en une seule Coupe d'Afrique des Nations. Sur instruction du chef de l'État, chaque joueur recevra une maison dans le quartier Salongo à Kinshasa ainsi qu'une voiture.

### La Coupe du monde 1974: la descente aux enfers
Les Léopards perdent tous leurs matches amicaux sur des scores fleuves. Leur premier match de la coupe du monde 1974 est perdu 2-0 face à l'Écosse, Mulamba assiste impuissant à la défaite de son équipe. L'équipe repart avec un cinglant 9-0 face à la Yougoslavie. De plus, Mulamba expulsé face au Brésil (défaite 3-0) est suspendu pour trois matches par la FIFA. Éliminés au premier tour sans marquer un seul but, les Zaïrois repartent humiliés[non neutre].

### La fin de carrière de Pierre Ndaye Mulamba
Pierre Ndaye Mulamba finit sa carrière au Vita Kinshasa où il mène son équipe pour la deuxième fois en finale de la Ligue des Champions africaine (perdue par le Vita Kinshasa en 1981).

### 1994 jusqu'à aujourd'hui: la cérémonie de Tunis, le début de la fin
Privé de toutes les médailles qu'il aurait espérer récolter, Pierre Ndaye Mulamba se fait une joie de recevoir à Tunis des mains de Issa Hayatou une médaille pour tout ce qu'il a apporté au football africain. Il espère cette fois garder la médaille pour lui, sa seule récompense, sa seule reconnaissance.
Mais en revenant à Kinshasa, Pierre est persécuté par les émissaires de Mobutu pour que le président récupère la médaille. Selon les dires de Mulamba, il aurait été attaqué par des émissaires de Mobutu une nuit. Son fils Tridon gravement blessé finit par mourir la semaine suivante. Pierre Mulamba, quant à lui, est gravement blessé et est à deux doigts de mourir. Il échappe de peu à plusieurs amputations et sort handicapé de l'hôpital. Son médecin lui offre une rééducation en Afrique du Sud, qu’il ne quittera plus. Une fois sorti du centre de rééducation, il est hébergé par plusieurs réfugiés politiques congolais qui comme lui ont fui le régime dictatorial de Mobutu. Il essayait d'envoyer à sa femme et à ses enfants de quoi vivre mais sa femme meurt en 2008 d'un cancer.
Pierre Ndaye Mulamba a aussi longtemps vécu dans les townships, exerçant le métier de car parker : il restait toute la journée durant sur des parkings pour vérifier s'il n'y avait pas de vol et espérait quelques rands en remerciement, un métier beaucoup pratiqué par les pauvres en Afrique du Sud. Il va cependant être aidé par Nzwaki, une Sud-Africaine avec qui il se marie en 2009. Il est récompensé pour tout ce qu'il a fait pour le football africain par Sepp Blatter en 2009 aux côtés d'Abedi Pelé. Il exerce ensuite l'activité d'entraîneur bénévole auprès des jeunes sud-africains.
Le 26 janvier 2019, après une longue maladie, l'attaquant Ndaye Mulamba est mort à Johannesbourg.

## Anecdotes
Pierre Mulamba est surnommé Mutumbula depuis son enfance où il s'était déguisé en Léopard et avait terrorisé tout son quartier (Mutumbula était à l'époque un malfaiteur nocturne notoire).
En février 1998, il est déclaré officiellement mort dans une carrière de diamants en Angola par le gouvernement de Laurent-Désiré Kabila qui est sans nouvelle de lui. Le footballeur n'y a pourtant jamais mis les pieds et l'information sera démentie quatre jours plus tard par un journaliste sud-africain.

## Palmarès

### En club
- Coupe des clubs champions africains :
  - vainqueur en 1973 avec l’AS Vita Club ;
  - finaliste en 1981 avec l’AS Vita Club

### En sélection nationale
- Coupe d'Afrique des nations :
  - vainqueur en 1974.

### Distinctions personnelles
- Décoré de l'Ordre national des Léopards
- Reçoit la médaille du mérite du Centenaire de la FIFA le 12 avril 2005 à Kinshasa
- Meilleur buteur de l’histoire de la CAN sur une seule édition (depuis 1974) avec le Zaïre

## Filmographie
- Makela Pululu Forgotten Gold (2009)